# Auguste Veuillet
Auguste Veuillet (ur. 3 lipca 1910 w Lyonie, zm. 10 października 1980 w Paryżu) – francuski kierowca wyścigowy i rajdowy.

## Kariera
W wyścigach samochodowych Veuillet startował głównie w wyścigach zaliczanych do klasyfikacji Mistrzostw Świata Samochodów Sportowych. W latach 1949, 1951-1953, 1955 Francuz pojawiał się w stawce 24-godzinnego wyścigu Le Mans. W pierwszym sezonie startów uplasował się na czwartej pozycji w klasie S 3.0, a w klasyfikacji generalnej był 21. Dwa lata później odniósł zwycięstwo w klasie S 1.1, co też powtórzył w latach 1952 i 1955.